# Bernhard Ludvik
Bernhard Ludvik (* 21. Juni 1961 in Wien) ist ein österreichischer Facharzt für Innere Medizin, Endokrinologie und Stoffwechsel. Er ist außerordentlicher Universitätsprofessor an der Medizinischen Universität Wien und Primar der 1. Medizinischen Abteilung mit Diabetologie, Endokrinologie und Nephrologie an der Klinik Landstraße in Wien.

## Leben
Ludvik absolvierte ein Studium der Medizin an der Universität Wien, an der er 1985 promovierte. Nach seiner Facharztausbildung 1992 war er zwei Jahre an der University of California, San Diego tätig (Stipendium Max Kade Foundation) und habilitierte im darauffolgenden Jahr. Bernhard Ludvik ist seit 1996 Facharzt für Endokrinologie und Stoffwechsel und wurde 1998 außerordentlicher Universitätsprofessor an der Universität Wien. Im Jahre 2009 wurde er stellvertretender Leiter der klinischen Abteilung für Endokrinologie und Stoffwechsel sowie Ambulanzleiter der Stoffwechsel- und Diabetesambulanz der Universitätsklinik für Innere Medizin III im Allgemeinen Krankenhaus AKH Wien.
Aktuell ist er Vorstand der 1. Medizinischen Abteilung mit Diabetologie, Endokrinologie und Nephrologie an der Klinik Landstraße in Wien.
Er ist Leiter der Arbeitsgruppe Adipositas und Stoffwechsel (Allgemeines Krankenhaus Wien), Vizepräsident der Österreichischen Diabetes Gesellschaft und Past Präsident der Österreichischen Adipositasgesellschaft.
Weiterhin ist er Mitglied des Editorial Board des „Journals für Ernährungsmedizin“, der EASO (European Assoc. for the Study of Obesity): Section Editor (clinical aspects and treatment) Obesity facts - The European Journal of Obesity und des wissenschaftlichen Beirats IFSO (International Federation for the Surgery of Obesity).

## Auszeichnungen
- Forschungsförderungspreis der Ersten Österreichischen Sparkasse (1992)
- Stipendium Max Kade Foundation: Forschungsaufenthalt an der University of San Diego, California (1992–1994)
- Hoechst Preis (1995)

## Forschungsschwerpunkte
- Grundlagenforschung über die Pathogenese und Therapie des Typ-2-Diabetes, des Metabolischen Syndroms und der Adipositas
- Migration sowie Anwendung von telemedizinischen Technologien in der Diabetologie
- Klinische Forschung über die Behandlung von Adipositas, Diabetes und Lipidstoffwechselstörungen als Principal Investigator zahlreicher Studien und Klinischer Prüfungen in den Phasen 1, 2 und 3
- Ernährungsmedizin

## Publikationen (Auswahl)
- A Bohdjalian, G Prager, C Rosak, R Weiner, R Jung, M Schramm, R Aviv, K Schindler, W Haddad, N Rosenthal, B Ludvik: Improvement in glycemic control in morbidly obese type 2 diabetic subjects by gastric stimulation. In: Obes Surg, 19, 2009, S. 1221–1227, PMID 19575272.
- DG Haider, K Schindler, G Prager, A Bohdjalian, A Luger, M Wolzt, B Ludvik: Serum retinol-binding protein 4 is reduced after weight loss in morbidly obese subjects. In: J Clin Endocrinol Metab, 92, 2007, S. 1168–1171, PMID 17164313.
- DG Haider, K Schindler, G Schaller, G Prager, M Wolzt, B Ludvik: Increased plasma visfatin concentrations in morbidly obese subjects are reduced after gastric banding. In: J Clin Endocrinol Metab, 91, 2006, S. 1578–1581, PMID 16449335.
- BH Ludvik, K Mahdjoobian, W Waldhaeusl, A Hofer, R Prager, A Kautzky-Willer, G Pacini: The effect of Ipomoea batatas (Caiapo) on glucose metabolism and serum cholesterol in patients with type 2 diabetes: a randomized study. In:  Diabetes Care, 25, 2002, S. 239–240, PMID 11772921.
- P Georg, A Kautzky-Willer, K Mahdjoobian, A Hofer, R Prager, G Pacini, BH Ludvik: Influence of metabolic control on splanchnic glucose uptake, insulin sensitivity, and the time required for glucose absorption in patients with type 1 diabetes. In:  Diabetes Care, 2002, 25, S. 2042–2047, PMID 12401754.
- B Ludvik, JJ Nolan, A Roberts, J Baloga, M Joyce, JM Bell, JM Olefsky: Evidence for decreased splanchnic glucose uptake after oral glucose administration in non-insulin-dependent diabetes mellitus. In: J Clin Invest, 100, 1997, S. 2354–2361, PMID 9410915.
- B Ludvik, JJ Nolan, A Roberts, J Baloga, M Joyce, JM Bell, JM Olefsky: A noninvasive method to measure splanchnic glucose uptake after oral glucose administration. In: J Clin Invest, 95, 1995, S. 2232–2238, PMID 7738188.
- B Ludvik, JJ Nolan, J Baloga, D Sacks, J Olefsky: Effect of obesity on insulin resistance in normal subjects and patients with NIDDM. In: Diabetes, 44, 1995, S. 1121–1125, PMID 7657038.
- JJ Nolan, B Ludvik, P Beerdsen, M Joyce, J Olefsky: Improvement in glucose tolerance and insulin resistance in obese subjects treated with troglitazone. In: NEnglJMed 331, 1994, S.  1188–1193, PMID 7935656.
- B Ludvik, M Clodi, A Kautzky-Willer, M Schuller, H Graf, E Hartter, G Pacini, R Prager: Increased levels of circulating islet amyloid polypeptide in patients with chronic renal failure have no effect on insulin secretion. In: J Clin Invest, 94, 1994, S. 2045–2050, PMID 7962550.
- B Ludvik (Hrsg.): Risikofaktor Diabetes – Konzepte für ein Langzeitproblem. 1. Auflage. Uni-Med-Verlag, Bremen 2004, ISBN 3-89599-824-9.
- K Mihaljevic, S Feffer, B Ludvik: Essen mit Spass + Aktivsein mit Mass. So entkommen Sie dem Metabolischen Syndrom. 1. Auflage. Verlagshaus der Ärzte, 2006, ISBN 3-901488-75-8.
- A Pfeiffer, B Ludvik, JF Kinzl: Für immer dünn. 1. Auflage. Galila Hörbuchverlag, 2006, ISBN 3-902533-01-3 (Audio-CD / Hörbuch).
- R Prager, H Abrahamian, A Kautzky-Willer, B Ludvik, I Schütz-Fuhrmann, R Weitgasser: Diabetesmanagement mit Insulinanaloga. 1. Auflage. UNI-MED Verlag, 2008, ISBN 978-3-89599-919-2.